# Lincoln, Massachusetts
Lincoln är en kommun (town) i Middlesex County i Massachusetts. Vid 2020 års folkräkning hade Lincoln 7 014 invånare.
Skulptören Russell Gerry Crook hade sin ateljé i Lincoln. Gropius House var ursprungligen arkitekten Walter Gropius hem och fungerar som ett museum.